# Сцена с пожарникарска акция
„Сцена с пожарникарска акция“ (на английски: Fire Rescue Scene) е американски късометражен драматичен ням филм от 1894 година.
Заснет е от режисьорите Уилям Кенеди Диксън и Уилям Хейс в лабораториите на Томас Едисън в Ню Джърси.

## Сюжет
Тънък пушек се стели във въздуха над главите на пожарникарите, които провеждат спасителна акция. Един от тях, застанал върху стълба, помага на младо момиче да се добере до земята в безопасност. След нея се появява малко момче. Огнеборецът се изкачва по-нагоре по стълбата, за да види дали още някой не се нуждае от помощ.